# 2006년 몬테네그로 독립 국민투표
2006년 몬테네그로 독립 국민투표(몬테네그로어: Referendum o nezavisnosti Crne Gore 2006)는 2006년 5월 21일에 실시되었다. 투표자의 55.5%가 찬성하여 필요 최소 찬성율 55%를 가까스로 통과하였다. 5월 23일, 국민투표 결과는 유엔 안전 보장 이사회의 5개 상임이사국 모두에게 승인받았으며, 이는 몬테네그로가 공식적으로 독립할 경우 국제적으로 널리 인정될 것임을 시사했다. 5월 31일, 국민투표 위원회는 몬테네그로 유권자의 55.5%가 독립에 찬성표를 던진 것으로 국민투표 결과를 공식적으로 확인하였다. 유권자들의 55% 찬성이라는 논란의 여지가 있는 기준 요건을 충족했기 때문에, 국민투표는 5월 31일 임시국회에서 독립 선언문에 포함되었다. 몬테네그로 공화국 의회는 6월 3일 공식적인 독립 선언문을 발표하였다.
이 발표에 대해, 세르비아 정부는 스스로를 세르비아 몬테네그로의 법적, 정치적 승계국임을 선언했고, 세르비아 정부와 국민의회는 곧 새 헌법을 채택할 것이라고 밝혔다. 미국, 중화인민공화국, 러시아, 유럽 연합 정부는 모두 국민투표 결과를 존중하겠다는 뜻을 밝혔다.

## 결과
| 2006년 몬테네그로 독립 국민투표 | 2006년 몬테네그로 독립 국민투표 | 2006년 몬테네그로 독립 국민투표 |
| 찬성 또는 반대                  | 득표수                          | 득표율                          |
| ------------------------------- | ------------------------------- | ------------------------------- |
| 찬성                            | 230,711                         | 55.50%                          |
| 반대                            | 184,954                         | 44.50%                          |
| 필요 최소 찬성 득표율           | 55.00%                          | 55.00%                          |
| 유효표                          | 415,665                         | 99.15%                          |
| 무효표                          | 3,571                           | 0.85%                           |
| 총 득표수                       | 419,236                         | 100.00%                         |
| 투표율                          | 86.49%                          | 86.49%                          |
| 유권자수                        | 484,718                         | 484,718                         |
| 출처: Nohlen & Stöver           |                                 |                                 |